# Принцесса цирка
Принцесса цирка (нем. Die Zirkusprinzessin) — оперетта в трёх актах венгерского композитора Имре Кальмана, немецкое либретто Альфреда Грюнвальда и Юлиуса Браммера. Премьера состоялась в театре «Ан дер Вин» 26 марта 1926 года.

## История создания

Имре Кальман

Имре Кальман вспоминает: «После „Марицы“ передо мной и моими либреттистами — Грюнвальдом и Браммером — встал проклятый вопрос: что писать? Много недель мы не могли решить его. Но однажды, гуляя, мы подошли к цирку, и я сказал: „Вот что: я написал оперетту, действие которой происходит около театра, — «Сильва», оперетту, действие которой происходит в театре, — «Баядера». Давайте напишем оперетту, действие которой происходит в цирке“. И в 1926 году появилась оперетта „Принцесса цирка“.»
— Г. Ярон, Аннотация к изданию монтажа оперетты. Ленинградский завод грампластинок, 1979

## Действующие лица
| Мистер Икс/Фёдор Палинский | тенор в оригинальной версии, баритон в советских и российских постановках |
| Княгиня Федора Палинская | сопрано                                                                   |
| Мисс Мейбл Гибсон, цирковая наездница/Лиза Буршталлер | сопрано                                                                   |
| Тони Шлюмбергер | тенор                                                                     |
| Великий князь Сергей Владимирович | баритон                                                                   |
| Станиславский, директор цирка | бас                                                                       |
| Луиджи Пинелли, импресарио и клоун | тенор                                                                     |
| Карла Шлюмбергер, хозяйка гостиницы | контральто                                                                |
| Пеликан, метрдотель | разговорная роль                                                          |
| Граф Сакусин, ротмистр русской гвардии; Петрович, лейтенант гусарского полка; Барон Петр Брюсовский, адъютант великого князя; Макси, ученик метрдотеля; Портье; Михаил, лакей великого князя; Казачий гетман; Мари, барменша; Лолотта, продавщица цветов; Самуель Фридландер; Барон Разумовский; Олли, Соня, Бетти, Лили, Сюзанна, Дейзи — цирковые танцовщицы (разговорные роли) |                                                                           |

Действие происходит в 1912 году в Санкт-Петербурге и Вене.

## Либретто

### Акт 1. Санкт-Петербург. Фойе цирка Станиславского
Великосветская публика русской столицы заинтригована появившейся новой цирковой звездой.
Это таинственный молодой артист, который никогда не снимает маски и выступает под псевдонимом Мистер Икс. Директор цирка Станиславский сообщает, что по условиям контракта даже он не видел лица Мистера Икс.
В окружении толпы поклонников в фойе цирка появляется молодая вдова, наследница огромного состояния княгиня Федора Палинская. По условиям завещания её покойного мужа она должна в течение шести недель выйти замуж за соотечественника, в противном случае весь капитал перейдёт к другим родственникам её покойного мужа, живущим за границей.
Вокруг княгини множество претендентов на её руку, среди которых — родственник российского императора великий князь Сергей Николаевич. Но Федора с насмешкой отвергает его.
Она заинтересована личностью Мистера Икс. Появляется Мистер Икс. Его представляют публике. Федора отказывает артисту в просьбе поцеловать ей руку. Шут, циркач недостоин такой чести.
Поклонники княгини пытаются силой снять с Мистера Икс маску, чтобы удовлетворить любопытство своей дамы, но Федора останавливает ссору. Публика уходит в зал.
Мистер Икс размышляет о судьбе циркового артиста и отношении к нему светского общества, затем спешит на арену. Он должен выступать.
В фойе появляется Тони Шлюмбергер, молодой австриец из Вены, который влюблён в цирковую танцовщицу англичанку Мейбл Гибсон. Появляется Мейбл.
В ходе комического диалога выясняется, что на самом деле она тоже австрийка из Вены по имени Лиза, а за англичанку выдаёт себя по настоянию директора цирка для экзотики. Договорившись о встрече, Тони уходит.
Возвращается после выступления Мистер Икс. Он потрясён встречей с Федорой и рассказывает Мейбл свою тайну. Его зовут Фёдор Палинский, и несколько лет назад он был влюблён в эту женщину, которая оказалась невестой его дяди — князя Палинского.
Когда князь узнал о влюблённости племянника в свою невесту, он разрушил его карьеру в гусарском полку, и Фёдору пришлось бежать из дома и стать цирковым артистом.
Появляется великий князь Сергей Николаевич, которому Федора только что отказала в очередной раз. Расставшись с надеждой стать мужем княгини, великий князь решает отомстить ей, опозорив в глазах светского общества.
Для этого он предлагает Мистеру Икс познакомиться с Федорой под именем принца Кирасова. Теперь-то уж гордая княгиня позволит ему поцеловать руку.
Мистер Икс соглашается, он не может устоять перед искушением видеть любимую женщину и говорить с нею. Князь приглашает всех принять участие в праздничном ужине прямо здесь в фойе цирка.
Мистер Икс приходит без маски. Великий князь представляет его Федоре как принца Кирасова. Федора не сводит глаз с молодого красавца. План великого князя начинает осуществляться.

### Акт 2. Бальный зал во дворце великого князя
Прошло шесть недель. Чувство Федоры и мнимого принца Кирасова окрепло.
Они влюблены друг в друга, но великий князь считает необходимым ускорить события.
На балу он передаёт княгине подделанное им письмо от царя, в котором тот якобы требует, чтобы Федора завтра же явилась во дворец, где царь сам назначит ей жениха для того, чтобы капиталы её бывшего мужа остались в России.
Единственный выход — тут же в домашней церкви великого князя обвенчаться с принцем Кирасовым. Влюблённые с восторгом принимают этот выход и отправляются вслед за князем в церковь. Перед этим князь обманывает Фёдора, говоря, что он обо всём рассказал Федоре.
На балу появляются Тони и Мейбл, их отношения тоже достигли кульминации. Они решают также обвенчаться немедленно. Обряд венчания совершён. Из церкви выходят принц и принцесса Кирасовы.
Неожиданно в зал входят цирковые артисты во главе с директором Станиславским. Они преподносят паре портрет Мистера Икс. Великий князь сообщает Федоре, что её муж — подложный принц, на самом деле это циркач Мистер Икс, и она теперь стала принцессой цирка.
Княгиня в ужасе, она отвергает своего новоиспечённого мужа.
В гневе Фёдор открывает ей всю правду — он настоящий принц (князь) Палинский, влюблён в неё давно, и только из-за несчастной любви и ревности дяди вынужден был стать цирковым артистом. Федора пытается вернуть его, но Палинский уходит вместе с цирковыми артистами.

### Акт 3. Вена. Гостиница «Эрцгерцог Карл»
В ресторане гостиницы хозяйка Карла Шлюмбергер и метрдотель Пеликан обсуждают дела гостиницы и личные дела хозяйки.
Она обеспокоена поведением своего сына Тони, который вернулся из Санкт-Петербурга сам не свой. Также подозрения вызывает таинственная дама, поселившаяся в гостинице одновременно с возвращением Тони. Карла уходит.
Появляется Тони, он в отчаянии: не знает, как сообщить матери, которую побаивается, новость о том, что женился без её ведома, да ещё и на цирковой артистке. Тони обо всём рассказывает Пеликану, тот обещает помочь.
В ресторан спускается Лиза, она настаивает на том, чтобы Тони представил её матери. Она не хочет больше находиться в ложном положении. В разгар объяснения входит Карла. Скрывать правду более невозможно.
После бурного объяснения Карла и Лиза находят общий язык и примиряются (Лиза оказывается дочерью австрийского офицера Буршталлера, в которого в молодости была влюблена Карла), Тони получает прощение. Ресторан открывается, появляется публика.
Среди гостей великий князь и Федора.
Федора безутешна, но и горда, она не будет первая искать примирения со своим мужем, который уехал в неизвестном направлении после свадьбы. Великий князь всячески поддерживает её в этом.
Появляется Фёдор. Он простил жену, но не хочет объясняться с ней при великом князе. С помощью Пеликана великого князя удаётся удалить из ресторана. Фёдор подсаживается к Федоре.
И вот супруги помирились и будут теперь жить долго и счастливо.

## Судьба оперетты в России
Постановка оперетты в России имела особенности, связанные с последствиями революции и неправдоподобными обстоятельствами жизни в России, которых не замечала публика в Вене и которые бросались в глаза русской публике. Поэтому в русских вариантах либретто часто переносилось полностью в Вену либо в Париж, соответственно и действующие лица из русских великих князей и аристократов превращались в австрийцев или французов (впрочем, первые переделки переносили действие в среду русских белоэмигрантов). Благодаря русским либреттистам появилось также название ресторана «Зелёный попугай».
Одной из первых постановок была постановка в Московском театре оперетты в 1927 году, которая была осуществлена при непосредственном участии режиссёра и выдающегося комического актёра Григория Ярона (он исполнил роль Пеликана).
Также в советских постановках партию Мистера Икс, написанную для тенора, часто исполняли баритоны (самым известным был Георг Отс), для чего некоторые места партии были странспонированы (в частности, знаменитая ария опущена на тон вниз).

## Дискография
- Кальман. Принцесса цирка. А. Яковенко (О. Викландт), Л. Казанская (Т. Карпова), Е. Савицкая, Д. Узунов (В. Зельдин), Н. Рубан, Г. Ярон, С. Ценин, А. Тихонов. Дирижёр Ю. Силантьев. Всесоюзное радио 1954.
- Кальман. Принцесса цирка. С. Барабас, Ф. Фехрингер, В. Мюллер. Дирижёр Ф. Маршалек. Кёльнское радио 1955.
- Кальман. Принцесса цирка. Р. Шок, М. Шрамм, Ю. Катона, Ж. Ловингер, Ф. Грубер. Дирижёр Р. Штольц. Берлинская опера. 1970.

## Экранизации
- «Die Zirkusprinzessin» (1929, Германия, реж. Виктор Янсон, сценарий Джейн Бесс, Имре Кальман).
- «Мистер Икс» (СССР, 1958, реж. Юлий Хмельницкий).
- «Принцесса цирка» (ФРГ, 1970, реж. Манфред Кёхлер).
- «Принцесса цирка» (СССР, 1982, реж. Светлана Дружинина).